# Giovanni III Malatesta de Sogliano
Giovanni III Malatesta de Sogliano (1377 - 1442) conegut per Gianne o Zanne (el seu nom en dialecte romanyol) fou fill de Malatesta II Malatesta de Sogliano. Fou comte sobirà de Sogliano, i senyor de Pennabilli, Verrucchio, Roncofreddo, Ciola dei Malatesti, Montegelli, Rontagnano, Savignano di Rigo, Pietra dell'Uso, Montepetra, Strigara, Gaggio, Villalta, Spinello, San Martino in Converseto, Montecodruzzo i Borghi, el 1389. El 1424 es va declarar pel duc de Milà i el 1433 va portar un estendard per son parent Sigismondo Pandolfo Malatesta quan l'emperador Segimon va entrar a Rímini, i va hostejar al sobirà a una casa seva a Boscabella, prop de Villalta, a la vista de les muralles de Cesenatico. A una data desconeguda entre 1430 i 1440 va cedir la seva quota de domini a Verrucchio al seu parent Segimon Pandolf Malatesta.
El 16 d'abril del 1437 el bisbe de Sarsina li va cedir la comarca de Seguno i el 14 de juny de 1437 el seu parent Segimon Pandolf Malatesta li va donar el castell de Tornano i el de la Serra.
Per un diploma del 29 de desembre de 1441 li fou reconeguda la seva autoritat feudal a San Martino in Converseto però va haver de cedir alguns castells de la comarca de Spinello que Segimon Pandolf no li va reclamar mai.
Va morir no abans del 1442. Es va casar amb Lucrècia Malatesta, filla de Galeotto Malatesta de San Mauro i Monte Pòrzio. Va deixar nou fills: Malatesta III Malatesta de Sogliano, Joan IV Malatesta de Sogliano, Rambert (capità venecià va morir en la defensa de Shkodër el 1450, deixant un fill de nom Andreuccio), Galeotto (mort el 1438), Àgata, Agnesina, Isabel·la, Francesca, i Geltrudis.